# John F. Dezendorf

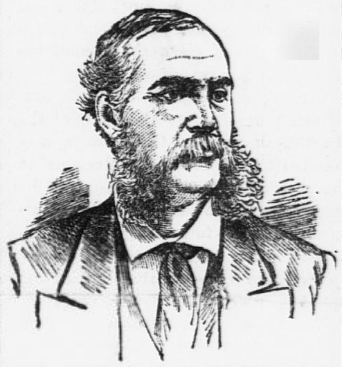
John F. Dezendorf

John Frederick Dezendorf (* 10. August 1834 in Lansingburgh, Rensselaer County, New York; † 22. Juni 1894 in Norfolk, Virginia) war ein US-amerikanischer Politiker. Zwischen 1881 und 1883 vertrat er den Bundesstaat Virginia im US-Repräsentantenhaus.

## Werdegang
Nach einer guten Schulausbildung absolvierte John Dezendorf eine Lehre im Schreinerhandwerk. Danach studierte er Architektur und das Bauwesen. Zwischen 1850 und 1860 arbeitete er in Toledo und Cleveland in Ohio in der Bauindustrie und beim Eisenbahnbau. Danach wurde er auch im Handel tätig. Seit 1863 lebte er in Norfolk, wo er bis 1866 im Versandhandel arbeitete. Während der Reconstruction war er als Landvermesser der Region um Norfolk tätig. Von 1870 bis 1872 arbeitete Dezendorf für die Bundesfinanzbehörde. Bis 1877 war er Steuerschätzer beim Zoll in Norfolk. Gleichzeitig schlug er als Mitglied der Republikanischen Partei eine politische Laufbahn ein. Im Juni 1876 war er Delegierter zur Republican National Convention in Cincinnati, auf der Rutherford B. Hayes als Präsidentschaftskandidat nominiert wurde. Zwei Jahre später kandidierte er noch erfolglos für den Kongress.
Bei den Kongresswahlen des Jahres 1880 wurde Dezendorf aber im zweiten Wahlbezirk von Virginia in das US-Repräsentantenhaus in Washington, D.C. gewählt, wo er am 4. März 1881 die Nachfolge von John Goode antrat. Bis zum 3. März 1883 konnte er eine Legislaturperiode im Kongress absolvieren. Nach dem Ende seiner Zeit im US-Repräsentantenhaus arbeitete Dezendorf wieder in der Baubranche. Er starb am 22. Juni 1894 in Norfolk.